# Liste der Gebietsänderungen im Ruhrgebiet nach 1976
Die Liste der Gebietsänderungen im Ruhrgebiet nach 1976 enthält wichtige Änderungen der Gemeindegebiete im Ruhrgebiet in der Zeit vom 1. Januar 1977 bis heute. Dazu zählen unter anderem Zusammenschlüsse und Trennungen von Gemeinden, Eingliederungen von Gemeinden in eine andere, Änderungen des Gemeindenamens und größere Umgliederungen von Teilen einer Gemeinde in eine andere.

## Legende
- Datum: juristisches Wirkungsdatum der Gebietsänderung
- Gemeinde vor der Änderung: Gemeinde vor der Gebietsänderung
- Maßnahme: Art der Änderung
- Gemeinde nach der Änderung: Gemeinde nach der Gebietsänderung
- Landkreis: Landkreis der Gemeinde nach der Gebietsänderung

Die Sortierung erfolgt chronologisch: Datum, kreisfreie Städte, Landkreise, aufnehmende oder neu gebildete Gemeinde. Heute noch bestehende Gemeinden sind farbig unterlegt.

## Liste
| Datum      | Gemeinde vor der Änderung         | Maßnahme       | Gemeinde nach der Änderung | Kreis/Landkreis |
| ---------- | --------------------------------- | -------------- | -------------------------- | --------------- |
| 01.01.1977 | Voerde (Niederrhein) Gebietsteile | Umgliederung   | Dinslaken                  | Wesel           |
| 01.01.1981 | Gladbeck Gebietsteile             | Umgliederung   | Gelsenkirchen              | –               |
| 01.01.1981 | Ratingen Gebietsteile             | Umgliederung   | Mülheim a. d. Ruhr         | –               |
| 01.01.1981 | Mülheim a. d. Ruhr Gebietsteile   | Umgliederung   | Ratingen                   | Mettmann        |
| 01.01.1981 | Gelsenkirchen kleine Gebietsteile | Umgliederung   | Gladbeck                   | Recklinghausen  |
| 01.01.1986 | Dorsten kleine Gebietsteile       | Umgliederung   | Haltern                    | Recklinghausen  |
| 27.03.1991 | Mülheim a. d. Ruhr                | Namensänderung | Mülheim an der Ruhr        | –               |
| 01.12.2001 | Haltern                           | Namensänderung | Haltern am See             | Recklinghausen  |
| 01.06.2003 | Fröndenberg                       | Namensänderung | Fröndenberg/Ruhr           | Unna            |
| 01.10.2006 | Essen Gebietsteile                | Umgliederung   | Oberhausen                 | –               |
| 01.11.2009 | Neukirchen-Vluyn (1 ha)           | Umgliederung   | Moers                      | Wesel           |
| 01.11.2009 | Moers (1 ha)                      | Umgliederung   | Neukirchen-Vluyn           | Wesel           |